# Domènec Boada Piera

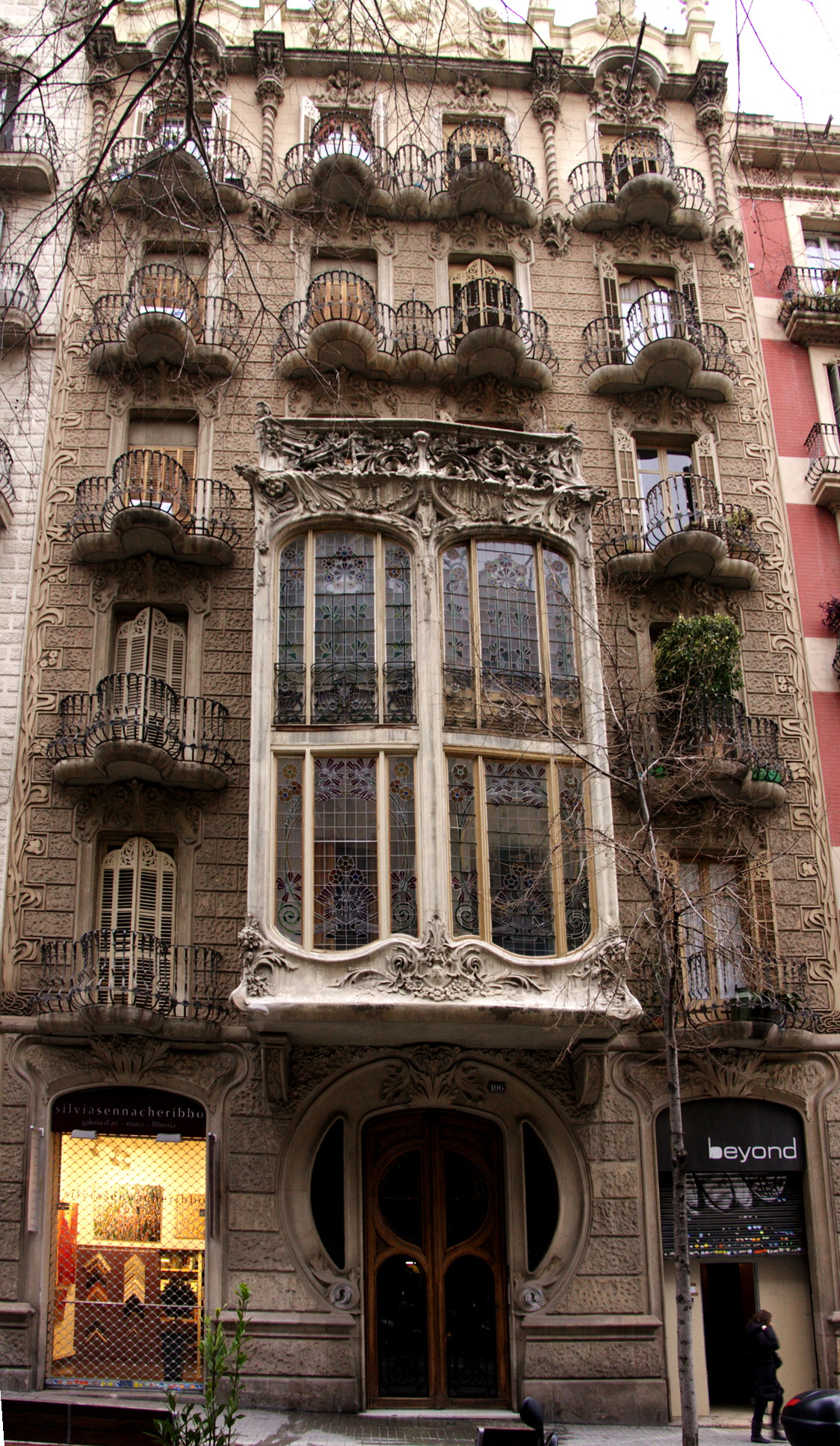
Casa Francesc Cairó (1906)

Domènec Boada Piera (Barcelona, 1866–28 de enero de 1947) fue un arquitecto modernista español. 
Estudió en la Escuela Técnica Superior de Arquitectura de Barcelona, donde se tituló en 1893. Fue autor de varias casas en Barcelona, como la casa Piera Martí (1899), la casa Antònia Pagès (1901), las casas Cairó (1904), la casa Francesc Cairó (1906) y la casa Piera Gausachs (1908). En Tarrasa fue autor de la casa Romané (1912). En El Masnou construyó la casa Eulàlia Matas (1900-1901).
Entre sus obras sobresale la casa Francesc Cairó, en la calle Enric Granados n.º 6 de Barcelona, en la que abandonó su clasicismo inicial por una apuesta decididamente modernista, de línea abarrocada, en la que destacan los balcones trilobulados, los arcos túmidos y la tribuna de vitrales policromos, así como la fachada decorada con cenefas de motivos florales.